# Kutry desantowe projektu 709
Kutry desantowe projektu 709 (w kodzie NATO: Eichstaden) – seria piętnastu polskich kutrów desantowych z okresu zimnej wojny, zaprojektowanych i zbudowanych w Stoczni Marynarki Wojennej. Służyły w Marynarce Wojennej od lat 60. do końca lat 80. XX wieku.

## Historia
Pod koniec 1957 roku rozpoczęto prace projektowe nad opracowaniem następcy ex-amerykańskich kutrów desantowych LCP(L) – Landing Craft Personnel (Large), zakupionych przez Polskę po zakończeniu II wojny światowej. W 1959 roku rozpoczęto przygotowywanie dokumentacji technicznej dla nowo opracowanego projektu jednostek, zaś w 1960 roku rozpoczęto produkcję seryjną kutrów w Stoczni Marynarki Wojennej. Pierwsze dwie jednostki przekazano do służby w 1962 roku, co pozwoliło na przeniesienie załóg kutrów LCP(L) i rozpoczęcie ich szkoleń. Ostatnie dwa kutry wcielono do służby w 1965 roku.
Okręty trafiły jeszcze w większości do Dywizjonu Kutrów Desantowych, który należał do Flotylli Okrętów Desantowych, natomiast ostatnie dwie jednostki wcielono do nowo sformowanej 2. Brygady Okrętów Desantowych.
W 1967 roku opracowano pakiet modernizacyjny, natomiast same kutry poddano modernizacji w latach 1968–1970, tym samym zmieniono oznaczenie projektu z 709 na 709M. Początkowo obliczono, że maksymalny czas eksploatacji wynosić będzie 20 lat, jednak pod koniec lat siedemdziesiątych wyliczono, że okręty tego typu mają jeszcze zapas eksploatacyjny wynoszący od 10 do 12 lat. Decyzja o przedłużeniu służby jednostek wiązała się m.in. z tym, że nie opracowano wówczas nawet projektu następcy. W tym miesiącu okręt uczestniczył w ćwiczeniach o kryptonimie Posejdon-75. W czerwcu 1975 roku dziewięć okrętów proj. 709 uczestniczyło w ćwiczeniach o kryptonimie Posejdon-75. W dniach 4–26 maja 1983 roku dziewięć okrętów proj. 709 wzięło udział w wielkich ćwiczeniach sił Marynarki Wojennej o kryptonimie Reda-83.
Poszczególne kutry desantowe projektu 709 były wycofywane w latach 1987–1990.
| Zestawienie kutrów desantowych proj. 709/709M | Zestawienie kutrów desantowych proj. 709/709M | Zestawienie kutrów desantowych proj. 709/709M | Zestawienie kutrów desantowych proj. 709/709M |
| Nazwa                                         | Numer burtowy                                 | Wejście do służby                             | Wycofanie ze służby                           |
| --------------------------------------------- | --------------------------------------------- | --------------------------------------------- | --------------------------------------------- |
| KD-22                                         | 857                                           | 1 listopada 1962                              | 15 grudnia 1987                               |
| KD-25                                         | 858                                           | 11 czerwca 1963                               | 30 listopada 1988                             |
| KD-31                                         | 859                                           | 3 lutego 1964                                 | 30 listopada 1988                             |
| KD-34                                         | 860                                           | 3 lutego 1964                                 | 16 października 1989                          |
| KD-37                                         | 861                                           | 12 lutego 1964                                | 16 października 1989                          |
| KD-40                                         | 862                                           | 29 kwietnia 1964                              | 1 czerwca 1990                                |
| KD-19                                         | 863                                           | 29 kwietnia 1964                              | 16 października 1989                          |
| KD-43                                         | 864                                           | 29 kwietnia 1964                              | 16 października 1989                          |
| KD-58                                         | 865                                           | 7 czerwca 1964                                | 1 czerwca 1990                                |
| KD-46                                         | 866                                           | 17 lipca 1964                                 | 1 czerwca 1990                                |
| KD-49                                         | 867                                           | 27 lipca 1964                                 | 1 czerwca 1990                                |
| KD-52                                         | 868                                           | 17 października 1964                          | 1 czerwca 1990                                |
| KD-55                                         | 869                                           | 18 grudnia 1964                               | 1 czerwca 1990                                |
| KD-28                                         | 870                                           | 4 lutego 1965                                 | 1 czerwca 1990                                |
| KD-61                                         | 871                                           | 4 lutego 1965                                 | 16 sierpnia 1989                              |

## Konstrukcja
Kutry desantowe projektu 709 były jednostkami o prostej budowie. Ich długość wynosiła 16,46 m, szerokość 4,3 m, zaś zanurzenie wynosiło 1,1 m. Okręty te wypierały 28 ton. Na dziobie znajdowała się ładownia/przedział desantowy, na śródokręciu ulokowano sterówkę, natomiast w części rufowej znajdowała się siłownia oraz pomieszczenia załogi w których sąsiedztwie były zbiorniki paliwa. Pokład wraz ze sterówką był zabudowany, natomiast początkowo w kutrach oznaczonych projektem 709 ładownia była otwarta, kryta brezentowym dachem, który mógł być składany i rozkładany na stalowym szkielecie. Kutry nie miały dziobowej rampy desantowej, żołnierze opuszczali ładownię poprzez przymocowane do burt drabinki oraz przez pokład. Załoga kutrów składała się z 8 osób, natomiast mogły one przetransportować 40 żołnierzy desantu lub 5 ton ładunku.
Napęd stanowiły dwa silniki wysokoprężne Wola DVMad o mocy 450 koni mechanicznych, napędzające dwie śruby. Tak skonfigurowany układ napędowy pozwalał rozwinąć maksymalną prędkość wynoszącą 18 węzłów. Okręty nie miały uzbrojenia oraz początkowo radaru, jednak w związku z przedłużeniem służby tych jednostek wyposażono je w radar nawigacyjny SRN-2061.
Po modernizacji z lat 1968–1970 brezentowy dach zastąpiony został stalowym, który miał trzy pary włazów dla żołnierzy desantu. Dodatkowo w trakcie modernizacji poprawiono m.in. zgłaszane przez załogi problemy ze sterownością poprzez przebudowę części rufowej oraz wentylację przedziału napędowego. W wyniki powyższych prac wyporność kutrów wzrosła do 29,5 tony.